# Список наград и номинаций Фила Коллинза
Фил Коллинз — английский певец, композитор, ударник, клавишник и актёр, но наибольшую известность получил как ударник и певец. Экс-участник легендарной прог-рок группы «Генезис». Фил Коллинз является одним из трех музыкантов за всю историю (ещё Пол Маккартни и Майкл Джексон), чьи альбомы были проданы по всему миру тиражом более ста миллионов экземпляров — и как соло-исполнителя и (отдельно) как участника музыкального коллектива.
Нижеследующий список включает в себя награды и номинации Фила Коллинза, полученные им как сольным исполнителем, и в дуэте с другими сольными исполнителями. Список не включает в себя награды и номинации, полученные Филом Коллинзом в составе каких-либо музыкальных коллективов, включая группу «Генезис».

## American Music Awards
Награду «American Music Award» присуждают за выдающиеся достижения в области звукозаписывающей индустрии. Фил Коллинз получил восемь номинаций, из которых в трёх одержал победу.
| Год  | Номинирован за                            | Награда                                               | Итог      |
| ---- | ----------------------------------------- | ----------------------------------------------------- | --------- |
| 1986 | No Jacket Required (1985)                 | Лучший альбом (Поп/Рок)                               | Номинация |
| 1986 | No Jacket Required (1985)                 | Лучший исполнитель — мужчина (Поп/Рок)                | Номинация |
| 1986 | Easy Lover (1985) (дуэт с Филиппом Бейли) | Лучшее видео (Поп/Рок)                                | Номинация |
| 1986 | No Jacket Required (1985) (видеоклип)     | Лучшее видео мужчины-исполнителя (Поп/Рок)            | Номинация |
| 1986 | Easy Lover (1985) (дуэт с Филиппом Бейли) | Лучшее видео мужчины-исполнителя (Соул/Ритм энд Блюз) | Номинация |
| 1991 | …But Seriously (1989)                     | Лучший альбом (Поп/Рок)                               | Победа    |
| 1991 | …But Seriously (1989)                     | Лучший исполнитель — мужчина (Поп/Рок)                | Победа    |
| 2000 | Tarzan Soundtrack (1999)                  | Лучший исполнитель (Adult/Contemporary)               | Победа    |

## Оскар (Academy Awards)
«Academy Awards» (Оскар) — премия Американской академии киноискусств. Фил Коллинз был номинирован четыре раза, получил одну победу.
| Год  | Номинирован за                           | Саундтрек к фильму      | Награда                                               | Итог      |
| ---- | ---------------------------------------- | ----------------------- | ----------------------------------------------------- | --------- |
| 1985 | Against All Odds (Take a Look at Me Now) | Against All Odds (1984) | Лучшая оригинальная песня                             | Номинация |
| 1986 | Separate Lives                           | White Nights (1985)     | Лучшая оригинальная песня                             | Номинация |
| 1989 | Two Hearts                               | Buster (1988)           | Лучшая оригинальная песня (совместно с Lamont Dozier) | Номинация |
| 2000 | You'll Be in My Heart                    | Tarzan (1999)           | Лучшая оригинальная песня                             | Победа    |

## Золотой глобус
«Золотой глобус» (англ. Golden Globe Award) — американская кинопремия, присуждается Голливудской ассоциацией иностранной прессы с 1944 года за кинофильмы и телевизионные картины. Фил Коллинз был удостоен трёх номинаций, две из которых принесли ему победу.
| Год  | Номинирован за                           | Саундтрек к фильму      | Награда                   | Итог      |
| ---- | ---------------------------------------- | ----------------------- | ------------------------- | --------- |
| 1985 | Against All Odds (Take a Look at Me Now) | Against All Odds (1984) | Лучшая оригинальная песня | Номинация |
| 1989 | Two Hearts                               | Buster (1988)           | Лучшая оригинальная песня | Победа    |
| 2000 | You'll Be in My Heart                    | Tarzan (1999)           | Лучшая оригинальная песня | Победа    |

## Грэмми
«Грэмми» (англ. Grammy) — музыкальная премия Американской академии звукозаписи. Является одной из самых престижных наград в современной музыкальной индустрии, которую можно сравнить с премией «Оскар» в кинематографе. Фил Коллинз был номинирован двадцать шесть раз, и за восемь получил награду.
| Год  | Номинирован за | Награда | Итог      |
| ---- | --- | --- | --------- |
| 1984 | I Don't Care Anymore (1982) | Лучшее мужское вокальное рок-исполнение                                                                                    | Номинация |
| 1985 | Against All Odds (Take a Look at Me Now) (1985) | Лучшее мужское вокальное поп-исполнение                                                                                    | Победа    |
| 1985 | Against All Odds (Take a Look at Me Now) (1985) | Песня года | Номинация |
| 1985 | All Odds Soundtrack (1985) | Лучший альбом оригинальной музыки, написанный для художественного фильма или телевидения (совместно с другими артистами)   | Номинация |
| 1985 | Phil Collins (video) (1984) | Лучшее короткое музыкальное видео                                                                                          | Номинация |
| 1986 | No Jacket Required (1985) | Альбом года | Победа    |
| 1986 | No Jacket Required (1985) | Лучшее мужское вокальное поп-исполнение                                                                                    | Победа    |
| 1986 | No Jacket Required (1985) | Продюсер года (не классическая музыка) (совместно с Hugh Padgham)                                                          | Победа    |
| 1986 | Easy Lover (1984) | Лучшее поп-выступление дуэта или вокальной группы (совместно с Philip Bailey).                                             | Номинация |
| 1986 | Do They Know It's Christmas? (1984) | Лучшее короткое музыкальное видео (совместно с другими артистами (Band Aid))                                               | Номинация |
| 1986 | No Jacket Required (video) (1985) | Лучшее короткое музыкальное видео                                                                                          | Номинация |
| 1988 | The Prince's Trust All-Star Rock Concert (home video) (при участии Eric Clapton, Elton John, Mark Knopfler, Paul McCartney, George Michael, Rod Stewart, Sting, Tina Turner и Paul Young) | Лучшее исполнение музыкального видео (совместно с Anthony Eaton)                                                           | Победа    |
| 1989 | Two Hearts из худ. фильма Buster (1988) | Лучшая песня, написанная для художественного фильма, телевидения или другого визуального медиа (совместно с Lamont Dozier) | Победа    |
| 1989 | A Groovy Kind of Love (1988) | Лучшее мужское вокальное поп-исполнение                                                                                    | Номинация |
| 1991 | Another Day in Paradise (1989) | Запись года | Победа    |
| 1991 | …But Seriously (1989) | Альбом года | Номинация |
| 1991 | Another Day in Paradise (1989) | Песня года | Номинация |
| 1991 | Another Day in Paradise (1989) | Лучшее мужское вокальное поп-исполнение                                                                                    | Номинация |
| 1991 | Saturday Night And Sunday Morning (1989) | Лучшее инструментальное поп-исполнение                                                                                     | Номинация |
| 1991 | …But Seriously (1989) | Продюсер года (не классическая музыка) (совместно с Hugh Padgham)                                                          | Номинация |
| 1991 | …But Seriously (1989) | Лучший инжиниринг записи альбома (не классическая музыка) (Hugh Padgham)                                                   | Номинация |
| 1991 | The Singles Collection (1990) | Лучшее длинное музыкальное видео                                                                                           | Номинация |
| 1991 | Another Day in Paradise (1989) | Лучшее короткое музыкальное видео                                                                                          | Номинация |
| 1997 | Do Nothing till You Hear с альбома Quincy Jones Q’s Jook Joint (1995) | Лучшая аранжировка инструментального аккомпанирования вокалисту(ам) (Quincy Jones и Sammy Nestico)                         | Номинация |
| 2000 | Tarzan Soundtrack (1999) | Лучшая компиляция альбома с саундтреком для художественного фильма, телевидения или иного медиа (совместно с Mark Mancina) | Победа    |
| 2000 | You'll Be in My Heart (1999) (из мультфильма Tarzan) (1999) | Лучшее написание песни для художественного фильма, телевидения или иного медиа                                             | Номинация |

## Прочие награды

### Disney Legends
В 2002 году Фил Коллинз был удостоен награды «Disney Legends» (в переводе с англ. — «Легенды Диснея»). Эта награда присуждается людям, которые сделали выдающийся вклад в историю «The Walt Disney Company» (в переводе с англ. — «Компания Уолта Диснея»).
Фил Коллинз удерживает своеобразный рекорд — самое короткое время, прошедшее между его первым вкладом (1996 год, когда он приступил к написанию музыки у мультфильму «Тарзан») и присуждением ему звания «Легенда Диснея» (2002).